# São Francisco de Itabapoana
São Francisco de Itabapoana is een gemeente in de Braziliaanse deelstaat Rio de Janeiro. De gemeente telt 47.832 inwoners (schatting 2009).
De gemeente grenst aan Campos dos Goytacazes, São João da Barra, Mimoso do Sul en Presidente Kennedy.